# Leo Takae
Leo Takae (髙江 麗央 Takae Leo?, Kumamoto, 27 de junio de 1998) es un futbolista japonés que juega como centrocampista en el Yokohama FC de la J1 League.

## Trayectoria

### Clubes
| Club                          | País  | Año       |
| ----------------------------- | ----- | --------- |
| Gamba Osaka                   | Japón | 2017-2020 |
| F. C. Machida Zelvia (cedido) | Japón | 2020      |
| F. C. Machida Zelvia          | Japón | 2021-2023 |
| Montedio Yamagata             | Japón | 2023-2025 |
| Yokohama FC                   | Japón | 2025-     |